# OpenVDB
OpenVDB (pour « Volume DataBase ») est une bibliothèque logicielle en open source et C++ comprenant une structure de données hiérarchique originale et une vaste suite d'outils pour le stockage et le transfert de données volumétriques éparses sur des grilles tridimensionnelles, c'est-à-dire par exemple des explosions ou des nuages en trois dimensions. Elle a été développée par DreamWorks Animation pour une utilisation dans les applications volumétriques généralement rencontrées dans la production de longs métrages et est actuellement maintenue et développée par la Academy Software Foundation (ASWF). La bibliothèque a été principalement développée par Ken Museth, Peter Cucka, Mihai Aldén et David Hill.
Elle a été utilisée sur des films comme Le Chat potté (2011) ou Les Cinq Légendes (2012).
La plupart des logiciels 3D la supporte, tels que Maya, Cinema 4D, Houdini, RenderMan, Arnold, RealFlow (en), Maxwell Render, LightWave 3D‚ Modo, V-Ray, Octane Render et 3Delight (en).
Elle est supportée par Blender depuis la mise à jour 2.77a du 6 avril 2016 et également modifiable en Python.